# Gaca
Gaca – część wsi Czapiewice-Wybudowanie w Polsce, położona w województwie pomorskim, w powiecie chojnickim, w gminie Brusy. Wchodzi w skład sołectwa Czapiewice.
Do 2023 miejscowość była wraz z Wybudowaniem częścią wsi Czapiewice.
W latach 1975–1998 Gaca administracyjnie należała do województwa bydgoskiego.